# 国府町 (徳島県)
国府町（こくふちょう）は、徳島県名東郡にあった町である。
1967年1月1日に徳島市に編入された。大字は全て「国府町〜」という冠称が付き、全域が国府町と呼ばれる。市内の他の町と同等に扱われることもあるが、本来は町に同等なのは国府町内の各大字である。現在の徳島市の地区分けでは、北から北井上地区・南井上地区・国府地区の3地区に分かれる。かつての地区分けでは全域を国府地区とする文献もある。

## 地理
北縁を流れる吉野川と、その支流で南東縁を流れる鮎喰川に挟まれた低地である。

### 地形
| 山     | 標高 | 解説                                         |
| ------ | ---- | -------------------------------------------- |
| 気延山 | 212m | 源義経ゆかりの地。麓には阿波史跡公園がある。 |
| 辰ヶ山 | 197m | 旧名西郡入田村との境界に位置した山。         |

| 河川     | 解説                           |
| -------- | ------------------------------ |
| 吉野川   | 四国三郎の名で有名。一級河川。 |
| 鮎喰川   | 吉野川の支流。                 |
| 飯尾川   | 鮎喰川の支流。                 |
| 逆瀬川   | 飯尾川の支流。                 |
| 西大堀川 | 飯尾川の支流。                 |
| 東大堀川 | 飯尾川の支流。                 |

- 飯尾川

### 隣接していた自治体・地区
合併時。ただし、国府町の徳島市編入以来、周辺での合併等はない。
徳島市・板野郡藍住町・名西郡石井町

### 現在の地区と町
人口は徳島市による推計（2011年6月）。大字名からは冠称「国府町」を省略。徳島市編入前の大字とは一部相違がある。
| 地区       | 人口   | 大字                                                    |
| ---------- | ------ | ------------------------------------------------------- |
| 北井上地区 | 04,388 | 竜王 芝原 佐野塚 西黒田 東黒田                          |
| 南井上地区 | 06,029 | 川原田 東高輪 西高輪 日開 池尻 花園 敷地 井戸 桜間      |
| 国府地区   | 12,915 | 矢野 西矢野 延命 府中 中 観音寺 早淵 南岩延 和田 北岩延 |
| 計         | 23,332 |                                                         |

## 歴史

### 年表
- 平安時代 - 加茂郷を、現在の南井上地区（『徳島県史』『阿府志』）または南井上地区〜北井上地区（『日本地理志料』）に比定する説がある。
- 1889年（明治22年）10月01日 - 町村制施行に伴い、名東郡国府村・北井上村・南井上村・名西郡入田村が成立。
- 1908年（明治41年）07月01日 - 国府村が国府町へ移行。
- 1927年（昭和2年） - 鮎喰川の水が減少した理由は上流（入田村）に作られたコンクリート堰にあるとして、町民が抗議運動を展開。県職員を拘束する騒ぎとなった[4]。
- 1948年（昭和23年） - 北井上村のうち吉野川北岸が、板野郡藍園村（現 藍住町）に編入。
- 1950年（昭和25年）3月29日 - 昭和天皇が町内を行幸（昭和天皇の戦後巡幸）[5]。名東第一中学校校庭に名東郡奉迎場を設けて天皇を迎えた[6]。
- 1953年（昭和28年） - 昭和の大合併に際し、国府町議会が合併案を発表。3.の1町3村合併案が採用され合併交渉が始まった[2]。
- # 徳島市と合併
- # 北井上村・南井上村と合併
- # 北井上村・南井上村・入田村と合併
- # 南井上村・入田村と合併
- # 南井上村と合併
- 1955年（昭和30年）01月01日 - 名西郡入田村（入田・矢野）が廃止され、入田が徳島市に、矢野が国府町に（国府町矢野がすでにあったため西矢野として）分割編入。
- 1955年（昭和30年）02月01日 - 国府町・北井上村・南井上村が合併し、新国府町が発足。
- 1967年（昭和42年）01月01日 - 徳島市に編入。大字名に「国府町」が冠称される。

### 市町村の変遷
| 郡     | –1889                                                                | 1889–      | 1908–      | 1948–      | 1955–       | 1967–  | 地区・郡   |
| ------ | -------------------------------------------------------------------- | ---------- | ---------- | ---------- | ----------- | ------ | ---------- |
| 名東郡 | 祖母ヶ島村                                                           |            |            | 藍園村     | 藍住町      | 藍住町 | 板野郡     |
| 名東郡 | 芝原村 東黒田村 西黒田村 佐野塚村                                    | 北井上村   | 北井上村   | 北井上村   | 国府町 (新) | 徳島市 | 北井上地区 |
| 名東郡 | 井戸村 花園村 東高輪村 西高輪村 日開村 池尻村 敷地村 川原田村 桜間村 | 南井上村   | 南井上村   | 南井上村   | 国府町 (新) | 徳島市 | 南井上地区 |
| 名東郡 | 観音寺村 府中村 中村 矢野村 延命村 早淵村 和田村 南岩延村 北岩延村   | 国府村     | 国府町(旧) | 国府町(旧) | 国府町 (新) | 徳島市 | 国府地区   |
| 名西郡 | 矢野村                                                               | 入田村(新) | 入田村(新) | 入田村(新) | 国府町 (新) | 徳島市 | 国府地区   |
| 名西郡 | 入田村(旧)                                                           | 入田村(新) | 入田村(新) | 入田村(新) |             | 徳島市 | 入田地区   |

## 交通

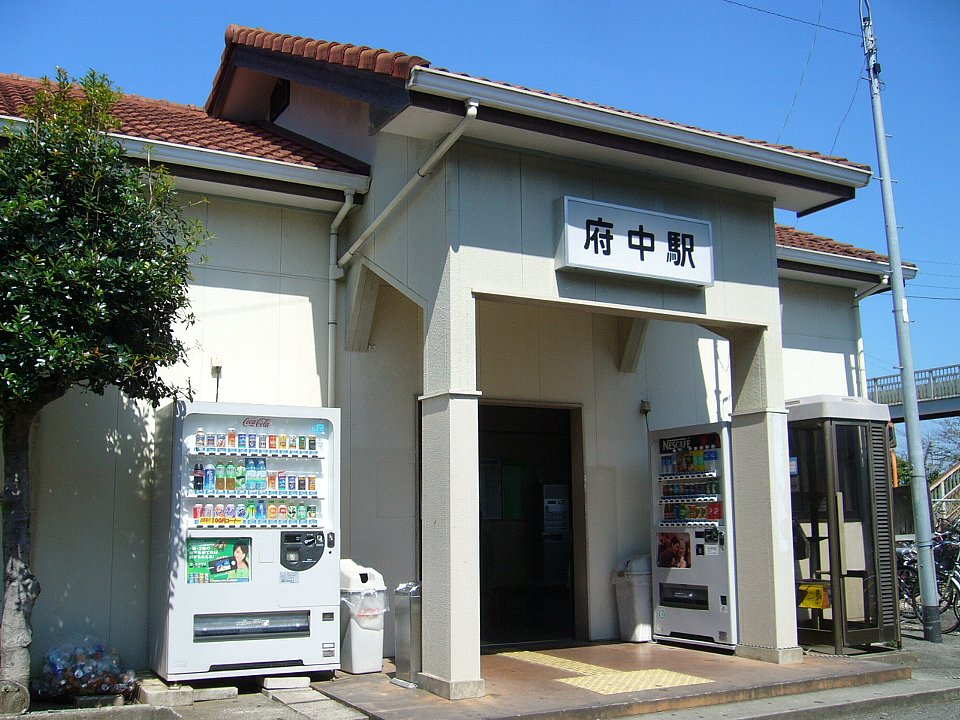
府中駅

### 鉄道
- 四国旅客鉄道（JR四国）
  - 徳島線 府中駅

### 道路
- 一般道路
  - 国道192号
- 都道府県道
  - 徳島県道15号徳島吉野線
  - 徳島県道29号徳島環状線
  - 徳島県道30号徳島鴨島線
  - 徳島県道205号西黒田府中線
  - 徳島県道206号西黒田中村線
  - 徳島県道207号鬼籠野国府線
  - 徳島県道230号第十白鳥線
  - 徳島県道232号平島国府線

## 施設等

### 教育機関
- 中学校
  - 徳島市国府中学校
  - 徳島市北井上中学校
- 小学校
  - 徳島市国府小学校
  - 徳島市北井上小学校
  - 徳島市南井上小学校
- 幼稚園
  - 徳島市国府幼稚園
  - 徳島市北井上幼稚園
  - 徳島市南井上幼稚園
  - 白うめ幼稚園
- その他
  - 徳島県立国府支援学校
  - 徳島県立あさひ学園
  - 徳島健祥会福祉専門学校

### 宗教施設
- 寺
  - 常楽寺 - 四国八十八箇所霊場第十四番札所。
    - 慈眼寺

  - 阿波国分寺 - 四国八十八箇所霊場第十五番札所。
  - 観音寺 - 四国八十八箇所霊場第十六番札所。
  - 井戸寺 - 四国八十八箇所霊場第十七番札所。
  - 興禅寺
  - 蔵珠院
- 神社
  - 大御和神社（府中宮）
  - 八倉比売神社
  - 井上八幡神社

### 史跡・博物館
- 阿波史跡公園
  - 徳島市立考古資料館
- こくふ街角博物館
  - 阿波の藍染しじら館
  - 阿波木偶館
  - 徳島市天狗久資料館
- 舌洗池 - 源義経ゆかりの池。

### その他
- 徳島市農村環境改善センター
- 健祥会プレゼンテーション
  - 徳島県介護実習・普及センター
- 国府町CATV

### 画像
- 常楽寺
- 阿波国分寺
- 観音寺
- 井戸寺
- 八倉比売神社
- 阿波史跡公園
- 徳島市立考古資料館

## 出身者
現在の（1955年以降の）国府町に相当する場所の出身者を記す。
- 初代天狗久 - 人形師
- 二代目天狗久  - 人形師
- 田村恒夫 - 人形師、阿波木偶作家協会名誉会長
- 山野常禎 - アマチュア無線家
- 川上憲伸 - プロ野球選手

## 関連文献
- 『国府町勢要覧』名東郡国府町、1936年。NDLJP:1456730。